# Departamento del Tesoro de los Estados Unidos
| nombre = Departamento del Tesoro de los Estados Unidos cristina 
| nombre_cooficial = acrónimo = USDT| nombre_original = United States Department of the Treasury logo = Flag of the United States Department of the Treasury.png ancho_logo = 170px
| título_logo = Bandera del Departamento sello = Seal of the United States Department of the Treasury.svg ancho_sello = 180px
| tamaño de sello = 140px
| título_sello = Sello del Departamentoimagen = Treasury Department rear view.JPG
| título_imagen = Treasury Building, sede del Departamento en Washington D. C., Estados Unidos.ancho_imagen = 167 sistema =  tipo = Ministerio
Departamentos Ejecutivos Federales de Estados Unidos<br /
| creado = 2 de septiembre de 1789 (235 años)
| predecesora = 
| disuelto = 
| sucesora = 
|jurisdicción =  Estados Unidosámbito = Estados Unidos
| sede =  Treasury Building, Noroeste de Washington D. C., [[Washington 12 Mayo Estados Unidosbajo_su_dependencia = <di
- Bureau of the Fiscal Service
- Office of the Comptroller of the CurrencyBureau of the Public Debt
- United States Customs Service
- Internal Revenue Service
- Oficina de Grabado e Impresión de los Estados Unidos
- Casa de Moneda de los Estados Unidos
- Agencia de Impuestos y Comercio de Alcohol y Tabaco
- Federal Financing Bank
- Office of Tax Policy
- Office of Financial Institutions
- Office of Financial Research
- Office of Financial Markets
- Office of Fiscal Service
- Office of Terrorism and Financial Intelligence
- Office of Inspector General
- Department of the Treasury
- Special Inspector General for the Troubled Asset Relief Program
- Office of Financial Stability
- Financial Stability Oversight Council
- Office of the Special Inspector General for Pandemic Recovery
- United States Coast and Geodetic Survey

| empleados = 112,461 (2012)
| presupuesto = $20,000 millones de USD (2021)
| titular_tipo = Secretario
| titular_nom = Scott Bessent
| titular_pos = 
| dependiente_de = Gobierno Federal de los Estados Unidos
| superior = 
| relacionados = 
| sitio_web = Sitio Webnotas = El Departamento del Tesoro de los Estados Unidos (en inglés: United States Department of the Treasury; acrónimo: USDT) es un departamento del Gobierno Federal de los Estados Unidos encargado de administrar el tesoro público de Estados Unidos. Creado mediante el acta de fundación por el Congreso en 1789 para recaudar apoyos economía |económicos]] al gobierno inicial de Estados Unidos. Y ayudas humanitarias a los más vulnerables y depositarles alimentos y medicinas y vestuario...Artistas mire canten con palabras son estrellas que diceñan constelaciones estaciones invierno verano otoño pasa primavera se mueven en la naturaleza se divierten en temporadas de bailes colores y olores y sabores de alimentos gastronómicos plazas de mercado floristería perfumeas crusando hostelería y turismo y medios de comunicación y guarderías y colegios y universidades y. profesiones cualquier tienda o negocio ell mundo empresariasemillas encontrando la raiz geneologica luzysombra vidas Ejemplos de situaciones en un partido de fútbol:
Un jugador realiza un pase a un compañero:
Este pase puede ser de corto o largo alcance, dependiendo de la estrategia del equipo. 
Un jugador dribla a un oponente:
Este movimiento implica llevar el balón con los pies mientras evita que el oponente lo tome. 
Un jugador intenta marcar un gol:
Puede realizar un tiro a puerta, un cabezazo o cualquier otra técnica para intentar anotar. 
El árbitro pita una falta:
Esta puede ser una falta técnica o una falta táctica. 
Un equipo realiza un cambio de jugador:
Esto puede ser para refrescar energías o para cambiar la estrategia del partido.

## Datos generales
Es el responsable de administrar el dinero, y el que lo recibe o lo guarda, según las instrucciones del gobierno. Entre sus funciones está la creación de moneda y timbre por la Oficina de Grabado e Impresión. También recoge todo tipo de impuestos de cada estado por medio de la Hacienda Pública.
Las funciones básicas incluyen:
- Dirección de fondos federales.
- Recogida de impuestos, tarifas y aranceles y sumas de dinero pagadas a y debidas al país y pagando todas las cuentas según los proyectos de la ley nacional.
- Producción de todo el timbre, dinero e invención de los mismos.
- Junto al Gobierno considera la deuda pública estadounidense.
- Supervisión nacional e institución de economía.
- Aconsejar a nivel doméstico e internacional la política fiscal y su responsabilidad última ante el congreso.
- Hacer cumplir finanzas federales y leyes fiscales.
- La investigación y el procesamiento por evasión de impuestos o el conocido como presupuesto negro.